# Normafa megállóhely
Normafa megállóhely a Széchenyi-hegyi Gyermekvasút egyik megállóhelye. Nevét Budapest Normafa nevű területéről kapta.
Jelenlegi helyén 1973 óta üzemel; korábban, 1948 és 1973 között egy másik megállóhely üzemelt Normafa néven, mely 400 méterrel volt közelebb Csillebérchez. Az áthelyezés egyik oka az volt, hogy a régi megálló peronja az ív külső oldalán helyezkedett el, így azt a mozdonyról vagy a vonat végéről nézve nem lehetett belátni; egy másik ok volt, hogy 1972-ben az új megállóhely mellett szálloda nyílt Hotel Olimpia néven. [Utóbbi ma már nem áll, 2018-ban lebontották.]

## Kapcsolódó állomások
A megállóhelyhez az alábbi állomások vannak a legközelebb:
- Csillebérc vasútállomás (Hűvösvölgy vasútállomás, Gyermekvasút)
- Széchenyihegy vasútállomás (Széchenyihegy vasútállomás, Gyermekvasút)

## Megközelítés tömegközlekedéssel
- Autóbusz:  21, 212, 212B, 210B, 221
- Éjszakai autóbusz:  990